# Meditazione buddista
(Lama Zopa Rinpoche)

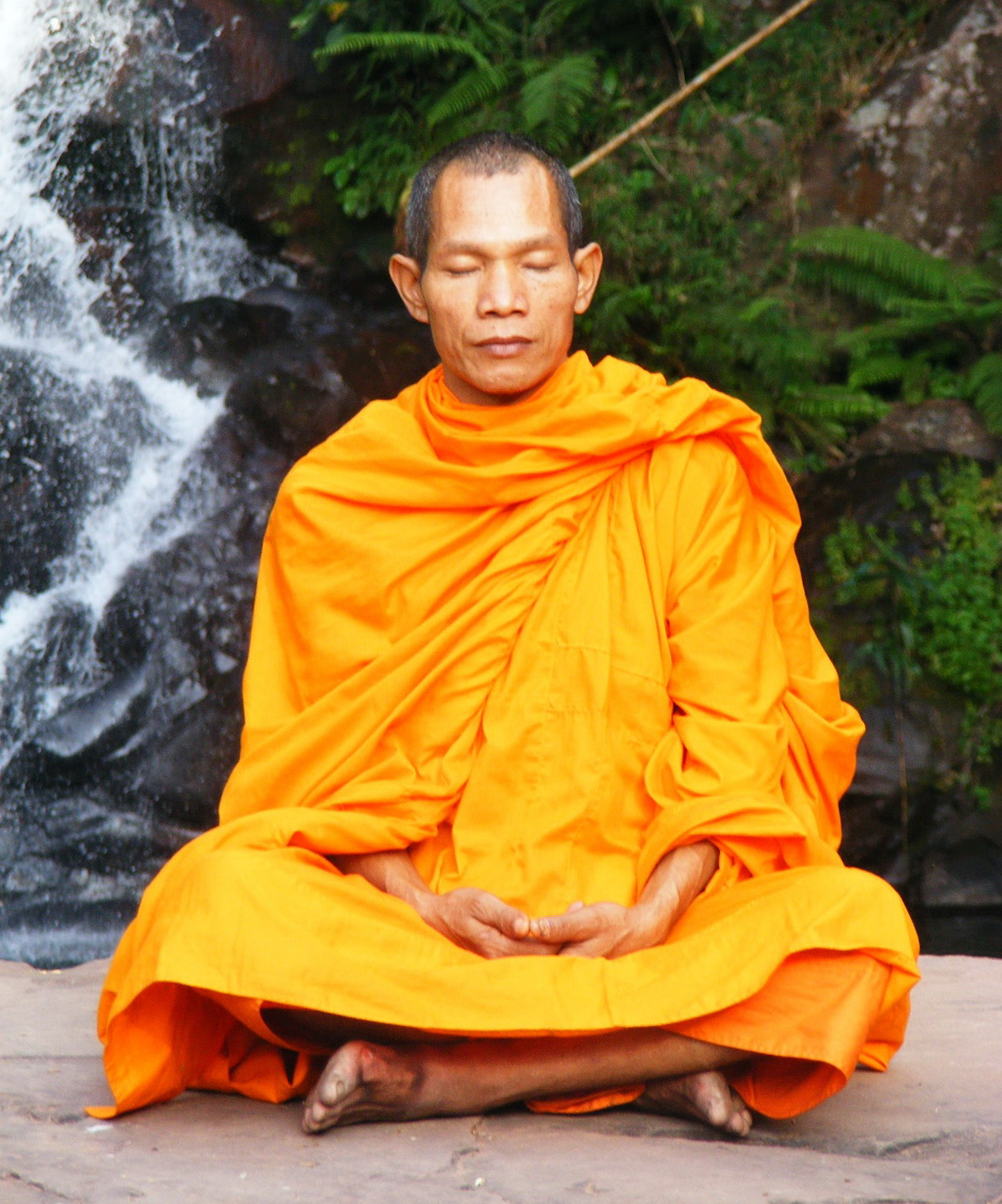
Monaco buddista thailandese in meditazione.

La meditazione buddista è un tipo di meditazione usata nella pratica del buddismo che include ogni metodo che abbia come ultimo fine l'illuminazione. La parola più simile per esprimere questo concetto, nella tradizione buddista, è bhavana o sviluppo mentale. Tradizionalmente si divide in śamatha e vipassana.

## Metodi
I metodi principali della meditazione buddista sono divisi in śamatha (meditazione della tranquillità) e vipassana (meditazione dell'intuito o di profonda visione). Il termine meditazione di visione profonda viene talvolta utilizzato per l'intera meditazione buddista.
Le meditazioni samatha includono l'anapanasati (coscienza del respiro) e i quattro brahma-viharas dei quali mettā bhāvanā è il più praticato; attraverso essa il praticante ottiene i quattro dhyāna. Le meditazioni vipassana comprendono la contemplazione dell'impermanenza, la pratica dei sei elementi (la contemplazione del corpo e del respiro, della mente e delle sensazioni) e la contemplazione della condizionalità.
Le meditazioni samatha solitamente precedono e preparano per quelle vipassana, a volte possono essere alternate. Normalmente si ritiene che la meditazione vipassana richieda samatha come presupposto, ma non viceversa. Contemplando l'oggetto della meditazione, il praticante ottiene il sati (consapevolezza) e il samādhi (unione del meditante con l'oggetto), base per l'illuminazione.
Ognuno dei cinque metodi base, in grassetto, è un "antidoto" per uno dei cinque "veleni" mentali.
| Tipo di meditazione                      | Metodo                              | Neutralizzazione di                     | Sviluppo di                    |
| ---------------------------------------- | ----------------------------------- | --------------------------------------- | ------------------------------ |
| Śamatha (meditazioni della tranquillità) | anapanasati                         | distrazione                             | concentrazione                 |
| Śamatha (meditazioni della tranquillità) | mettā bhavana                       | odio ed attaccamento sentimentale       | gentilezza amorevole           |
| Śamatha (meditazioni della tranquillità) | karuna bhavana                      | crudeltà, peccato sentimentale ed ansia | compassione                    |
| Śamatha (meditazioni della tranquillità) | mudita bhavana                      | risentimento e invidia                  | gioia compartecipe             |
| Śamatha (meditazioni della tranquillità) | upekkha bhavana                     | indifferenza e neutralità apatica       | equanimità                     |
| Vipassana (meditazioni dell'intuito)     | contemplazione dell'impermanenza    | bramosia                                | pace interiore, libertà        |
| Vipassana (meditazioni dell'intuito)     | pratica dei sei elementi            | narcisismo                              | chiarezza sulla propria natura |
| Vipassana (meditazioni dell'intuito)     | contemplazione della condizionalità | ignoranza                               | saggezza, compassione          |

Esistono altri tipi di meditazione, come su temi specifici, o metodi; ad esempio nello Zen/Chán si utilizza la meditazione zhǐguān (giapponese shikan o shikantaza) evolutasi nello zazen (meditazione seduti, concentrati sul respiro e la vacuità); essa è ripresa direttamente dalla Samatha (Zen è la traduzione di dhyāna, gli stati meditativi) e dalla Vipassana (zhi sta per samatha, guan per vipassana). In generale tutte le meditazioni buddiste del Mahayana e del Vajrayana sono evoluzioni di samatha/vipassana praticato oggi nel Theravada, con l'utilizzo aggiuntivo dei mantra o di particolari oggetti di meditazione (es. Yidam).